# Szőke Szakáll

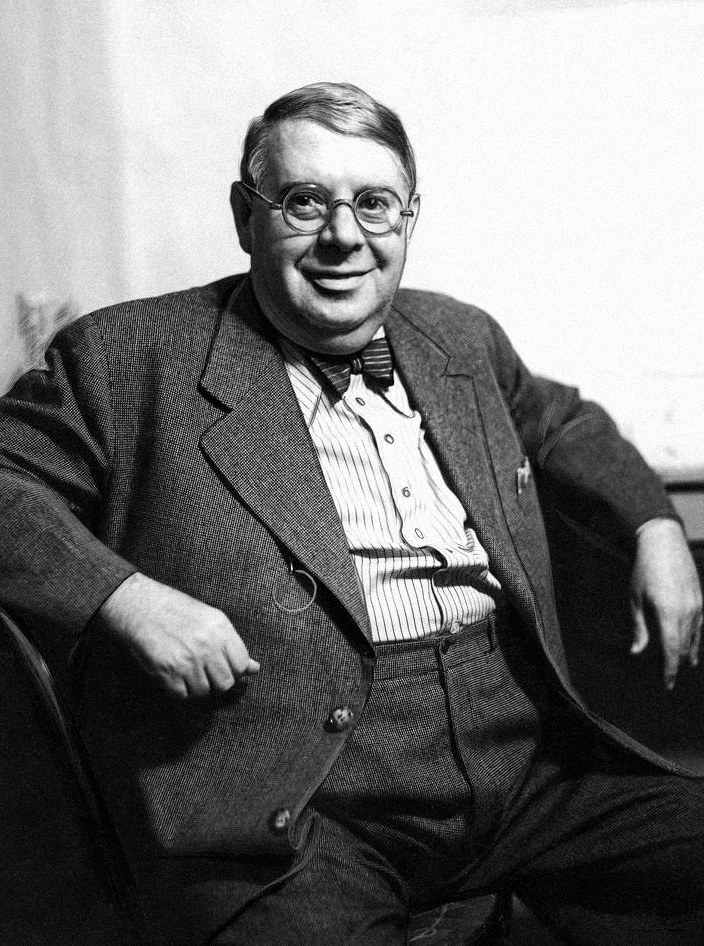
Szőke Szakáll (1937)

Szőke Szakáll, eigentlich Jenő (Eugen) Gerő, (* 2. Februar 1883 in Budapest, Österreich-Ungarn; † 12. Februar 1955 in Hollywood, USA) war ein ungarischer Schauspieler und Autor, der zunächst vor allem in Österreich im Theater und Film arbeitete. Vor dem Nationalsozialismus flüchtete er in die USA und trat dort unter dem Künstlernamen S. Z. Sakall in zahlreichen Hollywood-Filmen auf. Weltberühmt machte ihn die Rolle des Kellners Carl in Casablanca (1942).

## Leben
In seiner Schulzeit verfasste Jenő Gerő unter seinem Spitznamen „Szőke Szakáll“, was so viel wie „Blond-Bart“ bedeutet, als Pseudonym Sketche und Liedtexte für ein Varieté. Später war er Bankangestellter und diente im Ersten Weltkrieg in der K.u.k.-Armee. 1916 hatte er sein Filmdebüt in dem ungarischen Film Az újszülött apa (Der neugeborene Vater) von Eugen Illés und trat bis Kriegsende in drei weiteren ungarischen Kurzfilmen auf. Nach dem Krieg war Szakall als Autor und Darsteller an Budapester Bühnen tätig. Anfang der 1920er-Jahre übersiedelte er nach Wien, wo er im Kabarett Leopoldi-Wiesenthal von Hermann Leopoldi auftrat. Wenige Jahre später spielte er in Berlin am Nelson-Theater, dem Großen Schauspielhaus und dem Metropol-Theater. Als Komiker und Autor kurzer Stücke war er dort erfolgreich und eröffnete mit dem Komponisten Otto Stransky das „Boulevard-Theater“. 1926 kam Szakall als Ko-Autor der Reinhold-Schünzel-Komödie Hallo Cäsar! erneut mit dem Film in Berührung. Fortan war er ein vielbeschäftigter Darsteller des deutschen und österreichischen Unterhaltungsfilms.
Zu seinen erfolgreichen Filmen im Deutschland der Weimarer Republik gehörten Géza von Bolvárys Zwei Herzen im 3/4 Takt (1930), Joe Mays Ihre Majestät die Liebe (1930), Hans Steinhoffs Die Faschingsfee (1931) und Richard Oswalds Gräfin Mariza (1932). 1933 kehrte Szakall nach Wien zurück, da er als Jude nach Hitlers Machtübernahme in Deutschland nicht mehr auftreten durfte. In Wien trat er am Ronacher Theater und an der Staatsoper auf und war als Sprecher beim Rundfunk tätig. Er arbeitete bis 1936 zusätzlich in Wiener und Budapester Filmproduktionen und gehörte in dieser Zeit neben Hans Moser zu den bedeutendsten Vertretern des Wiener Komikerfilms. Sein Humor unterschied sich jedoch grundlegend von jenem Hans Mosers. Während dieser seinen einzigartigen Humor in seiner oft schwer verständlichen, urtümlichen Ausdrucksweise und seiner Mimik und Gestik fand, glänzte Szöke Szakall mit einem intellektuell bissigen bis sadistisch-aggressiven Humor. 1933 hielt er sich in Zürich auf.
Friedrich Zelnik holte Szakall 1937 für die Filmproduktion The Lilac Domino nach London. 1939 floh er vor den Nationalsozialisten in die USA und verkürzte seinen Namen zu „S.Z. Sakall“. Nach Österreich sollte er nicht mehr zurückkehren. Sein erster Hollywood-Film war Joe Pasternaks It’s a Date (1940). Mit seinem markanten rundlichen Gesicht, seinem prägnanten Akzent und verdrehtem Satzbau trat er bei Warner Brothers in zahlreichen komischen Nebenrollen auf, häufig als liebenswert-onkelhafter Europäer oder als verwirrter Ladenbesitzer. Er spielte vor allem in Screwball-Komödien wie Mary und der Millionär, Die merkwürdige Zähmung der Gangsterbraut Sugarpuss oder Weihnachten nach Maß. Studioboss Jack L. Warner gab ihm wegen seiner rundlich-liebenswürdigen Erscheinung den von ihm selbst ungeliebten Spitznamen Cuddles, unter dem er sogar gelegentlich im Abspann als S. Z. „Cuddles“ Sakall aufgeführt wurde. Unter der Regie seines ungarischen Landsmannes Michael Curtiz spielte er die Rolle des Oberkellners Carl in Casablanca (1942), die ihn weltweit berühmt machte.
Szakall engagierte sich in der Truppenbetreuung der US-amerikanischen Soldaten im Zweiten Weltkrieg. Seinen letzten Filmauftritt hatte er 1954 als Wirt in Richard Thorpes Alt-Heidelberg-Verfilmung. Im selben Jahr erschienen Szakalls Memoiren unter dem Titel The Story of Cuddles. My Life under the Emperor Francis Joseph, Adolf Hitler, and the Warner Brothers.
Szakall war zweimal verheiratet. Seine erste Frau Giza Grossner starb 1918, zwei Jahre später heiratete er Anne Kardos. Ein Großteil seiner Familie, darunter seine drei Schwestern, wurden von den deutschen Nationalsozialisten im Konzentrationslager ermordet.

## Filmografie (Auswahl)
- 1916: Der neugeborene Vater (Az újszülött apa)
- 1916: Schusterherzog (Suszterherceg)
- 1917: Die Dollartante (A dollárnéni)
- 1926: Wenn das Herz der Jugend spricht
- 1926: Der Herr des Todes
- 1926: Hallo Caesar! (nur Co-Drehbuch)
- 1927: Da hält die Welt den Atem an
- 1927: Der fidele Bauer
- 1927: Familientag im Hause Prellstein
- 1928: Mary Lou
- 1928: Rutschbahn
- 1929: Großstadtschmetterling
- 1929: Wer wird denn weinen, wenn man auseinandergeht
- 1930: Zwei Herzen im 3/4 Takt
- 1930: Ihre Majestät die Liebe
- 1931: Ihr Junge
- 1931: Kopfüber ins Glück
- 1931: Die Faschingsfee
- 1931: Ich heirate meinen Mann
- 1931: Meine Cousine aus Warschau
- 1931: Der Zinker
- 1932: Melodie der Liebe
- 1932: Gräfin Mariza
- 1932: Eine Stadt steht kopf
- 1933: Abenteuer am Lido
- 1933: Eine Frau wie Du
- 1933: Frühlingsstimmen
- 1933: Großfürstin Alexandra
- 1933: Der Pampa-Stier (A pampák bikája)
- 1933: Der Liebesfotograf (Tokajerglut)
- 1933: Wenn du jung bist, gehört dir die Welt
- 1934: Ende schlecht, alles gut
- 1934: Bretter, die die Welt bedeuten
- 1935: Bitte recht freundlich (Barátságos arcot kérek!)
- 1935: Tagebuch der Geliebten
- 1935: 4½ Musketiere
- 1936: Fräulein Lilli
- 1937: The Lilac Domino
- 1940: It’s a Date
- 1940: Spring Parade
- 1941: Carioca (That Night in Rio)
- 1941: Mary und der Millionär (The Devil and Miss Jones)
- 1941: Die merkwürdige Zähmung der Gangsterbraut Sugarpuss (Ball of Fire)
- 1942: Yankee Doodle Dandy
- 1942: Sieben junge Herzen (Seven Sweethearts)
- 1942: Casablanca
- 1943: Und das Leben geht weiter (The Human Comedy)
- 1943: Thank Your Lucky Stars
- 1944: Hollywood Canteen
- 1945: Der Wundermann (Wonder Man)
- 1945: Ein Mann der Tat (San Antonio)
- 1945: Weihnachten nach Maß (Christmas in Connecticut)
- 1945: Dolly Sisters (The Dolly Sisters)
- 1946: Never Say Goodbye
- 1946: Der Himmel voller Geigen (The Time, the Place and the Girl)
- 1947: Cynthia
- 1948: Zaubernächte in Rio (Romance on the High Seas)
- 1949: Mein Traum bist Du (My Dream Is Yours)
- 1949: Stern vom Broadway (Look for the Silver Lining)
- 1949: Damals im Sommer (In the Good Old Summertime)
- 1949: Judy erobert Hollywood (It’s a Great Feeling)
- 1949: Der Schlagerkönig (Oh, You Beautiful Doll)
- 1950: Montana
- 1950: The Daughter of Rosie O’Grady
- 1950: Bezaubernde Frau (Tea for Two)
- 1951: Painting the Clouds with Sunshine
- 1951: Ein Fremder kam nach Arizona (Sugarfoot)
- 1951: Das Wiegenlied vom Broadway (The Lullaby of Broadway)
- 1953: Small Town Girl
- 1954: Alt Heidelberg (The Student Prince)